# Тайлер, Джон
Джо́н Та́йлер младший (англ. John Tyler, Jr.; 29 марта 1790, округ Чарльз-Сити, штат Виргиния — 18 января 1862, Ричмонд, штат Виргиния) — американский политический и государственный деятель, десятый президент США (1841—1845). Тайлер стал первым президентом, вступившим на должность не по избранию, а как вице-президент после кончины действующего главы государства.

## Биография

### Семья и детство
Родился Джон Тайлер 29 марта 1790 года в США, в штате Виргиния. Детство его было омрачено тем, что в возрасте семи лет он потерял мать. Поскольку семья Джона принадлежала к высшему обществу (отец был другом Томаса Джефферсона), он получил очень хорошее образование. По образованию — юрист. Его предки английского происхождения поселились 200 лет назад в Виргинии недалеко от Уильямсберга, где его отец Джон Тайлер-старший (1747—1813), плантатор и рабовладелец, друживший с Джефферсоном, был с 1809 по 1811 год губернатором, а потом судьёй в федеральном суде Виргинии. Джон Тайлер был шестым из восьми детей. О его матери Мэри Армистед Тайлер (1761—1797), которая умерла в возрасте 36 лет, известно очень мало. После учёбы в колледже Вильгельма и Марии в Уильямсберге он учился на адвоката. В 1809 году окончил обучение и получил допуск к работе в суде.
В 1813 году Тайлер женился на Летиции Кристиан, происходившей из зажиточной семьи плантаторов Виргинии и два года спустя после её смерти в 1842 году — на Джулии Гардинер из известной нью-йоркской семьи, которая была на 30 лет моложе его. От двух браков он имел пятнадцать детей.

### Карьера
Джон Тайлер в двадцать один год начал политическую карьеру, пойдя по стопам своего отца, когда в 1811 году как республиканец и приверженец Джефферсона вошёл в палату делегатов Виргинии, в которую он входил до 1816 года, а потом снова с 1823 по 1825 год и с 1838 по 1840 год. Изучал юриспруденцию, в 1816—1821 годах был членом палаты представителей в конгрессе; во время прений о Миссурийском компромиссе высказался в принципе против рабства, но вместе с тем против права союза предписывать или запрещать рабство в отдельных штатах. В 1825—1827 годах был губернатором Виргинии, в 1827—1836 годах — сенатором от этого штата. На выборах 1836 года Тайлер выступил как кандидат на пост вице-президента в некоторых штатах наряду с Хью Л. Уайтом, в других — наряду с Уильямом Генри Гаррисоном. Тайлер отстаивал политическую линию убеждённого южанина, выступая за права отдельных штатов и против любого ограничения рабовладения, правда, он не поддерживал политику аннуляции Северной Каролины, но придерживался принципиального права на отделение и решительно высказывался против всякой попытки удерживать союз силой оружия. Так он стал в конце концов бескомпромиссным противником Джексона и примкнул к оппозиционным вигам и тем самым к политике Клея, активную федеральную политику которого прежде постоянно принципиально отвергал. При образовании партии вигов Тайлер — в противоречие со своим прежним образом действий — оказался её членом.

## Президентство

### Становление президентом
На конвенте выдвижения кандидатов от вигов в 1839 году Тайлер поддержал кандидатуру Генри Клея, но когда одержал верх Гаррисон, Тайлер был выдвинут как кандидат на пост вице-президента, чтобы улучшить шансы вигов на Юге. Он был избран вместе с Гаррисоном и 4 марта 1841 года вступил на свой пост, не имея возможности оказать какое-либо влияние на состав правительства, и вскоре вернулся в своё поместье в Уильямсбурге. Ранним утром 5 апреля он получил неожиданное известие о смерти президента, поспешил в Вашингтон, а 6 апреля 1841 года дал присягу как десятый президент Соединённых Штатов. Тайлер истолковал конституцию в том смысле, что при кончине президента вице-президент становится не исполняющим обязанности, а действующим президентом (данный правовой прецедент действовал до 1967 года, вплоть до внесения поправки в конституцию).
Времени для вхождения в курс дела у Тайлера было очень мало, так как ввиду напряжённого положения бюджета Гаррисон назначил чрезвычайное заседание Конгресса на конец мая, и Клей совершенно не скрывал, что воспользуется возможностью для того, чтобы политически осуществить восстановление банка Соединённых Штатов, который рухнул пять лет назад в результате вето Джексона. Принципы вигов, которым он бескомпромиссно требовал следовать, значили для него больше, чем конституционные опасения президента, выступающего за права отдельных штатов и более узкую интерпретацию конституции.
Тайлеру удалось всего за два дня составить новый кабинет, в который он пригласил знаменитых политиков-вигов с Севера и Юга. Сенат не мог разрушить это новое правительство, если не хотел довести до крайности борьбу с президентом.
Тайлер не оправдал ожиданий избравшей его партии, а напротив, склонялся на сторону оппозиционных демократов. Он наложил вето на некоторые законопроекты большинства в конгрессе, состоявшего из вигов. В результате кабинет, назначенный ещё Гаррисоном, вышел в отставку в июле 1841 года, и Тайлер принуждён был более открыто опереться на демократов. Это вызвало сильное недовольство; его портреты во многих местах были торжественно сожжены на народных митингах. Тайлер продолжал, однако, свою политику, и до конца правления в 1845 году был во враждебных отношениях с конгрессом. Самым важным шагом в конце его президентства стало присоединение независимой Республики Техас в 1845 году.

### Итоги
Президентство Тайлера было самым неоправдавшимся в американской истории, исключая лишь одномесячное пребывание в должности Гаррисона. В этой оценке ничего не изменилось до сегодняшнего дня. Иностранные наблюдатели того времени считали его даже признаком непосредственно предстоящего краха и развала Соединённых Штатов. Однако, невзирая на недостаточную личную пригодность Тайлера, можно легко увидеть, что его президентство имело в конституционно-правовом отношении важное значение, укрепив институт президентов по отношению к враждебному Конгрессу прежде всего в до сих пор невыясненном вопросе признания наследования должности и воспрепятствовав тем самым сведению роли института президентов до уровня футбольного мяча между партийно-политическими интересами. Тайлер в роли послушной марионетки в руках Клея был бы для конституционно-правового развития Соединённых Штатов более роковым, чем Тайлер как противник Клея. Даже если Тайлер лично проиграл Клею в борьбе за власть, то институт президентов вышел из этого конфликта скорее закалённым.

### Уход и смерть
Его уход с поста был достойным и более блистательным, чем его политическая карьера, и он был уверен, что история когда-нибудь признаёт его правоту. Он вернулся на свою плантацию в Виргинии в круг растущей семьи, откуда поддерживал контакты с демократической партией, однако активно не вмешиваясь в политику. Вместо этого посвятил себя своему бывшему колледжу в Уильямсбурге, где служил канцлером в последние годы своей жизни.
Только грозящая гражданская война вырвала его из блаженной сельской жизни, и в феврале 1861 года он как председатель одного из конвентов штатов, созданных по инициативе Виргинии, ещё раз вернулся в Вашингтон, чтобы содействовать последней попытке предотвратить грозящую войну. Когда стала явно видна тщетность этих усилий, он посоветовал своему родному штату отделиться и предложил свои услуги временному учредительному конгрессу южных штатов, в который был избран.
В ноябре его выбрали в Палату представителей Конфедеративных Штатов Америки, но прежде, чем смог вступить на свой пост, он умер 18 января 1862 года незадолго до 72-го дня рождения. Он скончался в Ричмонде, контролировавшемся Конфедерацией, и ему были устроены пышные государственные похороны, а гроб покрыт флагом сепаратистов. Тем самым он стал единственным в истории президентом США, церемонию погребения которого устраивало другое государство под другим флагом.

## Семья
Первая жена (с 1813 года) Летиция Кристиан (1790—1842) родила Джону восемь детей за 15 лет (1815—1830). В 1839 году перенесла инсульт и не могла выполнять функции первой леди США. Умерла в сентябре 1842 года в Белом доме.
В 1844 году, будучи президентом США, 54-летний Тайлер вторично женился на 24-летней дочери бывшего сенатора штата Нью-Йорк Джулии Гардинер (1820—1889) (тем самым став первым президентом США, вступившим в брак во время нахождения в должности). Свадьба была сыграна вскоре после гибели отца Джулии во время взрыва на корабле Princeton. Джулия была моложе троих детей Тайлера от первого брака и родила мужу ещё семерых детей.
Всего от двух жён у Тайлера было 15 детей — больше, чем у какого-либо другого президента США. Последняя дочь Перл (1860—1947) родилась, когда Тайлеру было 70 лет. Она была на 45 лет моложе самого старшего ребёнка, дочери Мэри (1815—1847), и умерла через 100 лет после неё.
Джон Тайлер — самый ранний из президентов США, у кого по состоянию на 25 мая 2025 года был живой внук. У сына (уже бывшего) президента Лайона Тайлера (1853—1935) двое детей от второй жены родились в 1924 году (Лайон Гардинер Тайлер-младший) (ум. в 2020) и 1928 году (Харрисон Руффин Тайлер) (ум. в 2025).